# William Higi
William Leo Higi (ur. 29 sierpnia 1933 w Anderson, zm. 3 stycznia 2025 w Lafayette) – amerykański duchowny katolicki, biskup Lafayette w Indianie w latach 1984–2010.

## Życiorys
Święcenia kapłańskie otrzymał 30 maja 1959 i inkardynowany został do rodzinnej diecezji Lafayette w Indianie. Pracował m.in. jako sekretarz bpa Johna Carberry’ego, kanclerz (1967-1979) i wikariusz generalny (1979-1984). Od 26 stycznia 1984 sprawował obowiązki administratora diecezji po śmierci bpa George’a Fulchera
7 kwietnia 1984 papież Jan Paweł II mianował go ordynariuszem Lafayette. Sakry udzielił mu ówczesny metropolita Indianapolis arcybiskup Edward Thomas O’Meara. 
Na emeryturę przeszedł 12 maja 2010.